# Рьорихизъм
Рьорихизъм (на руски: Рерихи́зм, Рерихиа́нство, Ре́риховское движе́ние) е духовно и културно движение в центъра на ученията, предавани от Елена и Николай Рьорих.
Тя черпи идеи от теософията, източни и западни религии, и ведическата и будистките традиции, да ги формоване в руската култура и руския космизъм. През първите години на 20 век тя създава в сътрудничество с Учителите на Изтока философското учение Живата Етика. Николай Рьорих е организатор и участник в културната и просветителска дейност в САЩ.
На 15 април 1935 Пактът Рьорих е подписан в кабинета на президента на САЩ Франклин Делано Рузвелт във Вашингтон от представителите на Аржентина, Боливия, Бразилия, Чили, Колумбия, Коста Рика, Куба, Доминиканската република, Еквадор, Салвадор, Гватемала, Хаити, Хондурас, Мексико, Никарагуа, Панама, Парагвай, Перу, САЩ, Уругвай и Венецуела – общо 21 държави. През 1948 към договора се присъединява Индия.

## Рьорихизъм в България
В България идеите на Пакта намират гореща подкрепа от страна на изтъкнати творци, учени и обществени дейци, голяма част от които са сътрудници на споменатото Българско общество „Рьорих“. Виждането на Николай Рьорих за водещата роля на културата в живота на личността и обществото, неговите идеи за преобразяващата сила на изкуството, способно да възвисява и облагородява човека, в първата половина на ХХ век намират горещи поддръжници в лицето на изтъкнати наши творци. Борис Георгиев, Васил Стоилов, Николай Райнов, Владимир Димитров-Майстора и много други ярки таланти споделят вижданията на Рьорих и намират вдъхновение за своите духовни търсения и израстване в творчеството на руския Майстор.
Людмила Живкова става проводник на нова идеология, представляваща съчетание на традиционната комунистическа реторика с рьорихизъм. Бойко Златев критикува най-вече автори, които са негативно настроени към Николай Рьорих и Людмила Живкова Сред тях има както функционери на бившата БКП, така и свързани с Православната църква (Стефан Чурешки).
| „ | Специфична особеност на българския бузинизъм (или на българското клеветене, очерняне и т.н.) е, че освен „родно производство“ той бива и вносен, т.е. в България интензивно се публикуват преводни текстове с бузинистко съдържание. Пример за горното са публикуваните у нас клеветнически очернящи материали за великия руски художник, поет, учен и общественик Николай Рьорих и съпругата му Елена (създатели съвместно с анонимна група учители от Изтока на философско-нравственото учение „Жива Етика“, известно и под името „Агни Йога“) и синовете им Юрий Рьорих (световноизвестен ориенталист) и Светослав Рьорих (известен художник) – и двамата продължители на обществените културни инициативи на своите родители (Бойко Златев). | “ |

В България всички книги са преведени и издадени от Мария и Лъчезар Караиванови. Понастоящем се преиздават от друго издателтво „Агни Йога-България“:
1. „Листа от градината на Мория. Зов“ Враца, 2013
2. „Листи от градината на Мория. Озарение“ Враца, 2013
3. „Община“ Урга (Улан Батор). Враца, 2013
4. „Агни-Йога“ Враца, 2014
5. „Безпределност том I“, Враца, 2015
6. „Безпределност том II“, Враца, 2015,

## Съвременна актуалност
От 1994 г. Виктор Скумин е президент основател на Световна организация на културата на здравеопазването.
Той е автор или съавтор на поредица от книги и статии за рьорихизъм и руския космизъм. Много от идеите на руските космисти по-късно са разработени от последователите на трансхуманизма. Скумин твърди, че културата на здравето ще изиграе важна роля в създаването на човешко духовно общество в Слънчевата система.
| „ | Културата на здравето е фундаментална наука за духовното човечество. Тя изучава перспективите на хармоничното развитие на „духовния човек“ и „духовния етнос“ като съзнателен създател на „държава на светлината на територията на Слънчевата система“ (от Виктор Скумин). | “ |

Скумин разработва концепция за духовна еволюция и предлага (1990) определение на шестата коренна раса Homo spiritalis (латински: „Духовния човек“), съдържаща осем под-раси – HS0 Anabiosis spiritalis, HS1 Scientella spiritalis, HS2 Aurora spiritalis, HS3 Ascensus spiritalis, HS4 Vocatus spiritalis, HS5 Illuminatio spiritalis, НS6 Vocatus spiritalis и HS7 Servitus spiritalis.

## Видео
- Roerich Pact. Peace Through Culture //   youtube.com. Посетен на 20 март 2017.
- Карунеш. Николай Рьорих На Сутринта - Karunesh Morning Celebration //   Youtube.com. Посетен на 19 февруари 2019.
- Размышления у картин Н. Рериха //   Youtube.com. Посетен на 21 февруари 2019.